# Лухменський Майдан
Лухме́нський Майда́н (рос. Лухменский Майдан, ерз. Лухменской Майдан) — село у складі Інсарського району Мордовії, Росія. Входить до складу Кочетовського сільського поселення.
Населення — 291 особа (2010; 357 у 2002).
Національний склад станом на 2002 рік:
- росіяни — 96 %